# Echtenstein (Emmen)
Echtenstein was een groot landhuis, dat stond in Nieuw-Amsterdam (Emmen).
Het gebouw werd vanaf 1877 gebouwd Geert Stel in opdracht van Anne Willem van Holthe tot Echten, die een belangrijk aandeel heeft gehad in de vervening van de omgeving.Zijn zoon Johan Hora ging er wonen om toezicht te houden op de vervening en zijn kleinzoon Anne Willem is er geboren. Het landhuis stond aan de Verlengde Hoogeveense Vaart. Het gebouw wisselde een aantal keren van eigenaar binnen de gegoede burgerij. Zo woonden er de huisartsen Fledderus en Lodewijks, gevolgd door notaris Heerma van Voss. De laatste eigenaar was de heer Gorter, Wethouder van Financiën in Emmen. Toen hij overleed in 1935 bood zijn weduwe het ter verkoop aan. Er waren geen belangstellenden en in 1937 werd het lot van de villa bezegeld; het werd verkocht ter afbraak. Ook toen zorgde dat al voor een hoop ophef.
Echtenstein is de naamgever van de flat Echtenstein in Amsterdam-Zuidoost, die in de 21e eeuw ook deels afgebroken is.